# Mangabei de galtes grises
El mangabei de galtes grises (Lophocebus albigena) és un primat de la família dels cercopitècids que viu als boscos de l'Àfrica central. Viu des del Camerun fins al Gabon. El mangabei de galtes grises és un mico de color fosc, amb una figura semblant a la d'un papió. Té un pelatge espès de color negre, amb una clapa lleugerament daurada al voltant del coll. Gairebé no presenta dimorfisme sexual: els mascles són només una mica més grans que les femelles.